# Jan Heintze
Jan Heintze (Tårnby, 1963. augusztus 17. –), dán válogatott labdarúgó.
A dán válogatott tagjaként részt vett az 1998-as és a 2002-es világbajnokságon, az 1988-as és a 2000-es Európa-bajnokságon.

## Sikerei, díjai
PSV
- Holland bajnok (9): 1985–86, 1986–87, 1987–88, 1988–89, 1990–91, 1991–92, 1999–2000, 2000–01, 2002–03
- Holland kupagyőztes (3):  1987–88, 1988–89, 1989–90
- Holland szuperkupagyőztes (3): 1992, 2000, 2001
- BEK győztes (1): 1987–88